# Ananda
Ananda (sanskritisch für Abwesenheit von Unglück bzw. freudige Glückseligkeit, sprich: Glück, 5. Jh. v. Chr.), ein Cousin des Buddha, war in den letzten Jahren des Lebens des Buddhas Lieblingsjünger. Er gilt als Bewahrer des Dharma, da er nach dessen Tod (Erlöschen) als Zeuge für die Äußerungen des Buddha auftreten und diese nach allgemeinem Ermessen originalgetreu im Rahmen des ersten Buddhistischen Konzils wiedergeben konnte. Jahrhunderte später entstand aus diesen bis dahin mündlich überlieferten Lehrreden der schriftlich festgehaltene Sutta-Pitaka des Pali-Kanons.
Ananda erreichte beim Buddha, dass auch Frauen zur Vollordination als Bhikkhuni zugelassen wurden und einen Nonnen-Orden einrichten durften. Die Ordensdisziplin der Mönche (Vinaya) wurde dafür um einige Regeln zu der für Nonnen erweitert. Zusammen mit Moggalana und Sariputta war er einer der drei bedeutendsten Jünger des Buddha.

## Legende

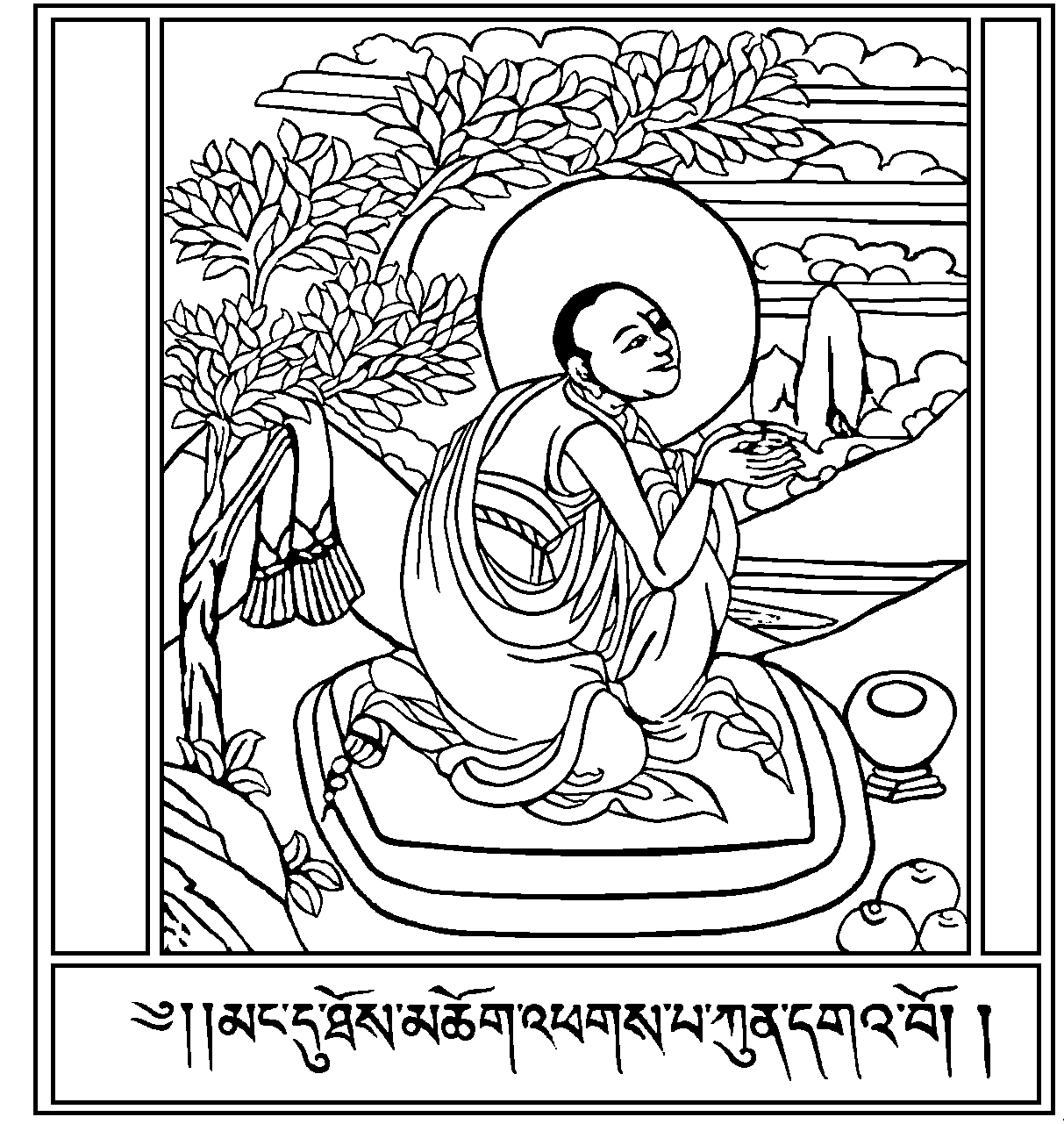
Ananda, tibetische Illustration

Nach seiner Erleuchtung hatte Buddha zwanzig Jahre lang niemanden, der ihn begleitete. Als er 55 Jahre alt wurde, wählte er Ananda als seinen Begleiter, den einzigen seiner Schüler, der ihm nicht seine Dienste angeboten hatte. Ananda nahm nun an, allerdings unter acht strengen Voraussetzungen, darunter die, dass es ihm nicht erlaubt sein würde, die speziellen Opfer an Kleidung und Nahrung anzunehmen, die dem Buddha zuteilwurden.
Ananda habe den Buddha viele Jahre überlebt und sei im Alter von 120 Jahren auf einer Barke in der Mitte des Flusses Ganges gestorben. Gemäß seinem Wunsch wurde sein Körper in zwei Hälften zerteilt, so dass die Führer des nördlichen und des südlichen Ufers ihren Anteil haben konnten. Über seinen Habseligkeiten wurden Stupas errichtet.